# Toxorhamphus novaeguineae
Il beccolungo panciagialla (Toxorhamphus novaeguineae (Lesson, 1827)) è un uccello passeriforme della famiglia Melanocharitidae.

## Etimologia
Il nome scientifico della specie, novaeguineae, significa "della Nuova Guinea ed è un riferimento all'areale di diffusione di questi uccelli: il loro nome comune si riferisce invece alla loro livrea.

## Descrizione

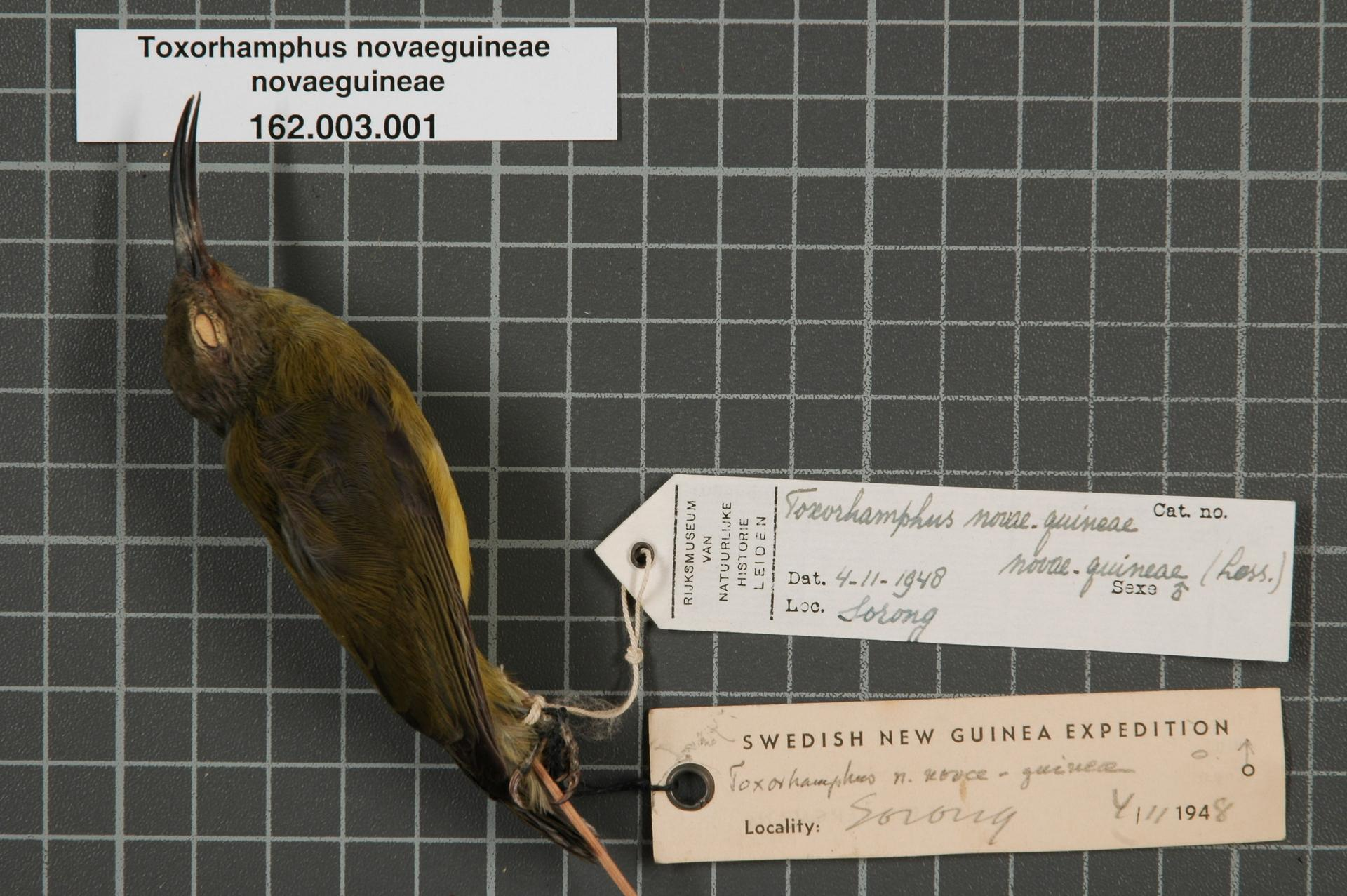
Maschio impagliato.

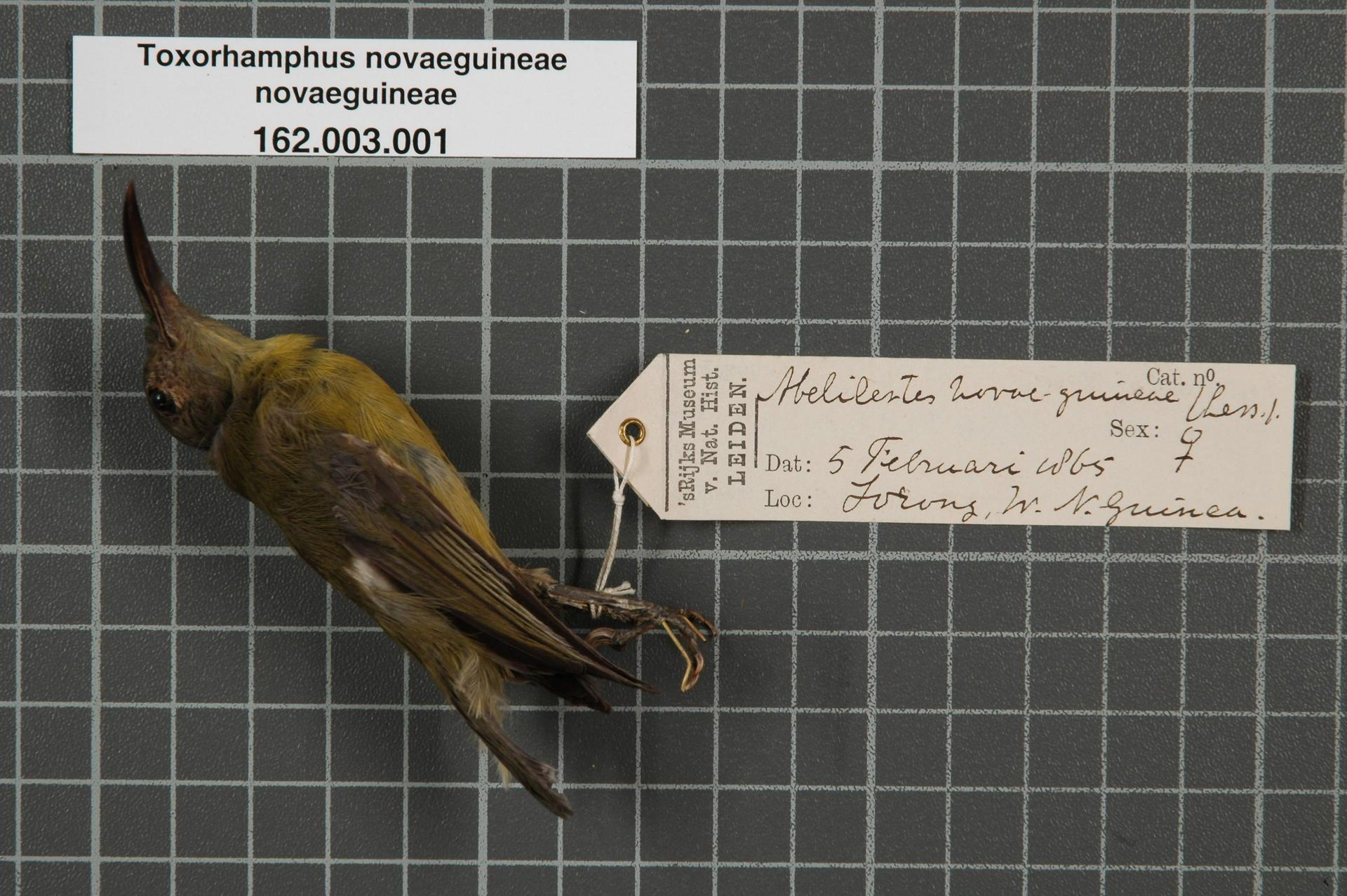
Femmina impagliata.

### Dimensioni
Misura 12,5 cm di lunghezza, per 14-15 g di peso.

### Aspetto
Si tratta di uccelli dall'aspetto slanciato ma arrotondato, muniti di corto collo (sicché la testa pare incassata direttamente nel torso), lungo e sottile becco ricurvo verso il basso, zampe forti e coda molto corta e squadrata: nel complesso, questi uccelli ricordano dei melifagidi o dei drepanidini dalla corta coda, oppure delle nettarinie dalla colorazione più sobria.
Il piumaggio è di colore verde oliva su testa, dorso, ali e coda, con queste ultime due parti più scure e tendenti al bruno-nerastro, ed in particolare con penne caudali munite di orli biancastri: petto, ventre e fianchi sono invece tendenti al giallastro, mentre il sottocoda è più chiaro e vira verso il bianco-grigiastro.

È presente dimorfismo sessuale, con le femmine dalla colorazione meno accesa rispetto ai maschi.
Il becco è di colore nerastro, ed anche le zampe sono dello stesso colore: gli occhi sono di colore bruno-rossiccio.

## Biologia
Si tratta di uccelli molto vivaci, dalle abitudini di vita essenzialmente diurne, che vivono da soli o in coppie fra i rami degli alberi e fanno sentire molto spesso il proprio richiamo dolce e cinguettato dal folto della vegetazione.

### Alimentazione
La dieta del beccolungo panciagialla è insettivora, con una componente di nettare, la cui entità è tuttavia sconosciuta.

### Riproduzione
Sinora è stato osservato un singolo nido (nell'ottobre 2014 a Madang): esso presenta forma a coppa e viene costruito fra i rami distali degli alberi con fibre vegetali secche, ragnatela e licheni. Si ritiene che la specie nidifichi durante la stagione secca, tuttavia mancano altri dati sulla riproduzione di questi uccelli.

## Distribuzione e habitat
La specie è endemica della Nuova Guinea, della quale popola gran parte della fascia costiera settentrionale, nord-occidentale e meridionale, mancando tuttavia dall'area a sud del Fly River e dalla penisola Papua, della quale occupa solo la porzione sud-occidentale: il beccolungo panciagialla è inoltre presente su alcune delle isole circonvicine (Yapen, Waigeo, Misool, Batanta, Salawati e isole Aru).
L'habitat di questi uccelli è rappresentato dalla foresta pluviale e monsonica, anche secondaria, purché con presenza di abbondanti epifite.

## Tassonomia
Se ne riconoscono due sottospecie:

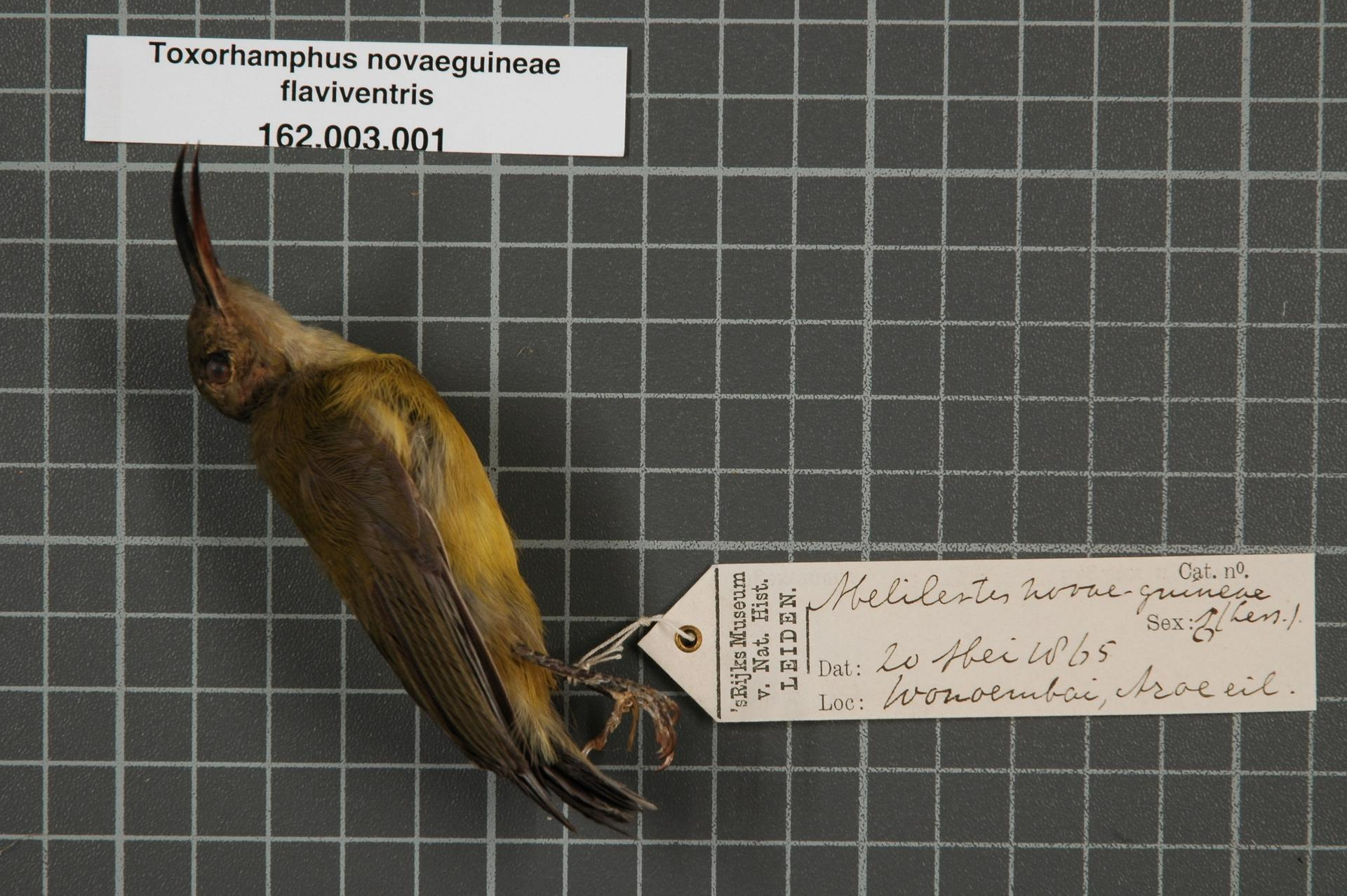
Maschio impagliato della sottospecie flaviventris.

- Toxorhamphus novaeguineae novaeguineae (Lesson, 1827) - la sottospecie nominale, diffusa in gran parte dell'areale occupato dalla specie;
- Toxorhamphus novaeguineae flaviventris (Rothschild & Hartert, 1911) - endemica delle isole Aru.